# With Love (песма Хилари Даф)
With Love је једанаести званично објављен сингл америчке певачице Хилари Даф, али други са албума Dignity. Спот је премијерно приказан у популарној америчкој музичкој емисији Total Request Live. Песма је дебитовала 8. фебруара 2007. године. На листи се задржала 40 дана, достижући прву позицију на којој се задржала 8 дана за редом. Спот је послужио и као реклама за Хиларин први парфем With Love... Hilary Duff.

## Списак песама
1. - 03:03
2. - 03:03

Аустралијско издање
1. - 03:03

Британско издање
- CD1

1. - 03:03
2. - 03:01

- CD2

1. - 03:03
2. - 03:17